# Женственост
Женственост (назива се и женскост или девојачност) је скуп атрибута, понашања и улога који су генерално повезани са женама и девојкама. Иако је женскост социјално конструисана, истраживања показују да су на нека понашања која се сматрају женским биолошки утицали. У којој мери је женски утицај биолошки или социјално подложан расправи. Разликује се од дефиниције биолошког женског пола, јер и мушкарци и жене могу показивати женске особине.
Особине које се традиционално наводе као женске укључују благост, емпатију, понизност и осећајност, иако се особине повезане са женскошћу разликују у различитим друштвима и појединцима и на њих утичу различити социјални и културни фактори.